# Милан Вукелић
Милан Вукелић (Нови Сад, 2. јануар 1936 — Београд, 4. септембар 2012) био је југословенски и српски фудбалер.

## Каријера
Дебитовао је у новосадском Поштару, а фудбалски афирмисао су новосадској Војводини за коју је наступао од 1955. до 1958. Ипак, највећи траг је оставио у дресу београдског Партизана за који је играо од 1958. до 1969. Освојио је четири титуле првака Југославије (1961, 1962, 1963. и 1965).
За младу репрезентацију и Б репрезентацију Југославије одиграо је по једну утакмицу, а за најбољу селекцију наступао је на три сусрета. Дебитовао је 15. септембра 1957. против Аустрије (резултат 3:3) у Београду, а опростио се од репрезентативног дреса 25. октобра 1964. против Мађарске у Будимпешти.
Кад је након 11 сезона играња и укупно 409 наступа за Партизан одлучио да заврши играчку каријеру, једно време је био наставник физичког васпитања у Војној гимназији и тренер у Партизану. Временом се специјализовао за рад у млађим категоријама.
Преминуо је у Београду 4. септембра 2012. године.

## Успеси
- Партизан
  - Првенство Југославије (4): 1961, 1962, 1963, 1965.